# Lobogonodes porphyriata
Lobogonodes porphyriata är en fjärilsart som beskrevs av George Francis Hampson 1895. Lobogonodes porphyriata ingår i släktet Lobogonodes och familjen mätare. Inga underarter finns listade i Catalogue of Life.